# Anna Jurčenková
Anna Jurčenková, née le 26 juillet 1985 à Prešov, est une joueuse slovaque de basket-ball, évoluant au poste de pivot.

## Biographie
Après deux saisons à Brno (9,2 points, 7,8 rebonds en Euroligue et 10,5 points et 7,2 rebonds en championnat en 2013-2014), elle rejoint le club allemand de Wasseburg pour la saison 2014-2015.
Après une saison en Allemagne (8,0 points, 6,3 rebonds et 2,3 passes décisives en Euroligue), elle signe durant l'été 2015 son retour pour son ancien club de Košice.

## Clubs
- 2004-2012 :  Good Angels Košice
- 2012-2014 :  Basketbalový Klub Brno
- 2014-2015 :  TSV 1880 Wasserburg
- 2015- :  Good Angels Košice

## Palmarès
- Coupe de Tchéquie 2013 [5]